# Enrico Sabena
Enrico Sabena (Cuneo, 12 maggio 1969) è un compositore italiano attivo nella scrittura e produzione di colonne sonore per cinema, tv e pubblicità.

## Biografia
Enrico Sabena studia pianoforte dal 1980. Nel 1988 inizia a lavorare come fonico: entra come studente negli studi di registrazione APM di Saluzzo, specializzati in riprese acustiche e orchestrali (musica classica, jazz, folk), e impara la tecnica della microfonia e del missaggio.  Dal 1990 al 1995 è responsabile degli studi APM, per il coordinamento dei corsi didattici e le attività di registrazione (partecipa come assistente di studio alle riprese di Parole d'amore scritte a macchina di Paolo Conte e Io sono qui di Claudio Baglioni). 
Dalla metà degli anni novanta lavora come arrangiatore e produttore artistico spaziando dal pop rock al musical alla dance alla musica classica. Allestisce uno studio di registrazione mobile con cui lavora in Italia e all'estero. Collabora con i gruppi Gen Rosso e Gen Verde per le produzioni discografiche e per i musical live (nel 2000 il musical Streetlight del Gen Rosso, di cui realizza parte degli arrangiamenti e l'intero missaggio, vince il premio Musical indetto dall'inserto Musica di Repubblica). Nel 1998 cura la produzione italiana, gli arrangiamenti e i missaggi del duo Soler (EMI Italiana), suonando anche a Londra e Los Angeles. Nel 2001 cura gli arrangiamenti e i missaggi del cd No Where Man di Jun Kung, artista cinese della Universal Hong Kong.
La carriera di compositore di colonne sonore inizia nel 2002 quando fonda il Connection Studio, a Saluzzo. Lavora per il cinema e la tv, in Italia e all'estero, con musiche e canzoni composte per film, serie animate e spot pubblicitari, edite Warner Chappell Music Italiana e Ala Bianca. Il film Corazones de mujer desta l'interesse di critica e pubblico per la tematica sociale e la realizzazione low-budget: partecipa al 58º Festival di Berlino e ottiene una citazione esplicita sul Morandini per la qualità delle musiche, vincendo inoltre il premio Sonora, una musica per il cinema 2008 come miglior colonna sonora.

Anche le musiche di Uffa! Che pazienza, duplice serie animata in onda su Rai2, basata sul fumetto Favole di Andrea Pazienza (Paz), ottengono la nomination ai Pulcinella Awards di Cartoons on the Bay, e la collaborazione di Vincenzo Mollica, che partecipa alla canzone estesa della sigla, scrivendo e leggendo un testo in memoria di Paz.
Sempre per la tv ha realizzato la sigla principale di Porta a Porta, in onda su Rai1, una cover del tema principale del film Via col vento.
Ha scritto anche musiche per campagne pubblicitarie internazionali, tra le quali gli spot di Ferrero Rocher, Nutella B-ready, Kinder Sorpresa, Parmigiano Reggiano, Tantum Verde, Sustenium.
Ha composto il brano Start the Music Stop the War in occasione del record mondiale Guinness “The longest marathon DJ SET" (Dj Faber Moreira - 2024”). 

## Principali colonne sonore

### Cinema e piattaforme di streaming (lungometraggi)
- Corazones de mujer (2008)
- È tempo di cambiare[17] (2009)
- Medusa (2009)
- The Truth About Angels[18][19] (USA 2010) – Warner Chappell Music Italiana
- My Lai Four[20] (2010)
- La strada di Paolo[21] (2011)
- Alfonsina y el mar[22] (2012)
- Dead Gamers (2012)
- The Lease[23] (2018)
- Lucia Bosè, l'ultimo ciak[24] (2021)
- Cento cuori[25][26] (2023)
- Unspoken Letters[27][28] (2023)

- Onde di Terra[29][30][31] (2024)
- The Marianas Web (2025)
- Onyx[32] (USA 2025)
- To Get Her (USA 2025)

### Cortometraggi e documentari
- Micro Macro (2006 - La Fabbrica Dei Suoni)
- Toiano  (2009)
- Ferrero - filmati istituzionali e CRS (2009-2012)
- Provincia di Cuneo: a pure life experience (2010)
- Native Tongue (2010)
- The Tales of Sarah (2010)
- Una vita per il cinema (2010)
- Pillole di tv (2011)
- Tedd (2017), corto
- La Cattedra Del Contadino (2019 - Cuneo Film Festival: miglior documentario)[33]
- Maya the Sacrifice (2019), corto (Hollywood Blood Horror Festival 2020 - winner)
- Chicken Zombies (2020), corto
- The Witch (2021) corto
- Una Storia Di Luce (2023)[34]

### Televisione
- Uffa! Che pazienza (2008)
- Uffa! Che pazienza 2 – la città (2010)
- Mystery After Mystery (2016)

## Discografia
- 2007 - Cuori di donna (Corazones de mujer) - OST
- 2008 - Uffa! Che pazienza - OST
- 2008 - È tempo di cambiare - OST
- 2008 - Medusa - OST
- 2009 - My Lai Four - OST
- 2010 - The Truth About Angels - OST
- 2012 - La strada di Paolo - OST
- 2024 - Start the music Stop the war
- 2024 - Onde di Terra - OST

## Sigle tv
- Speciale Prodi-Berlusconi - sigla principale (2006 - Rai1)
- Porta a Porta - sigla principale (dal 2011 - Rai1)

## Premi e riconoscimenti
- Premio Sonora, una musica per il cinema, miglior colonna sonora (2008)[7]
- Cartoons on the Bay 2008: nomination ai Pulcinella Awards per la migliore colonna sonora[35]
- Premio Cuneo Film Festival 2016 per le colonne sonore
- Premio Epiff 2019 miglior colonna sonora[36]